# Chester Thompson

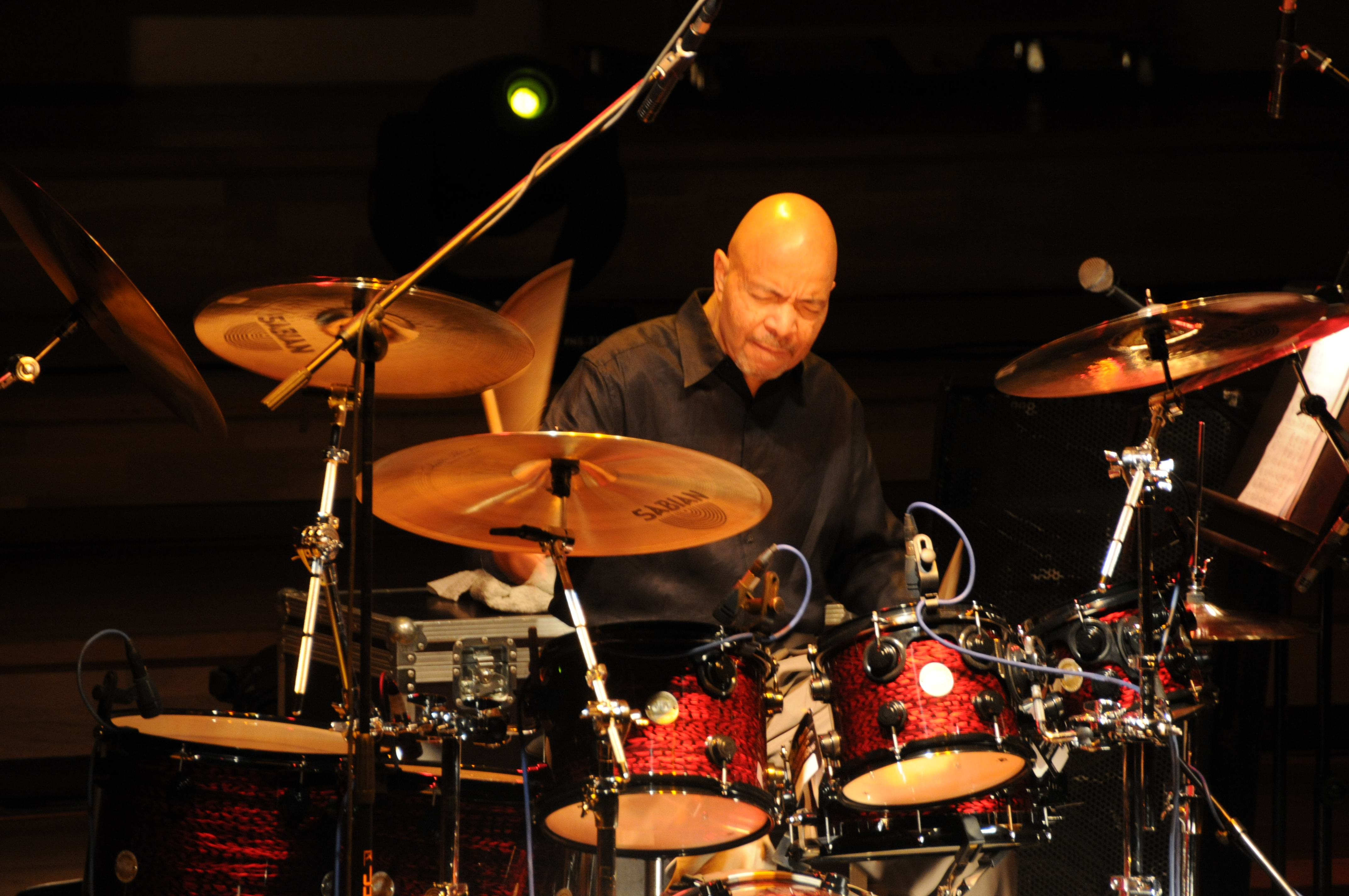
Chester Thompson (2008)

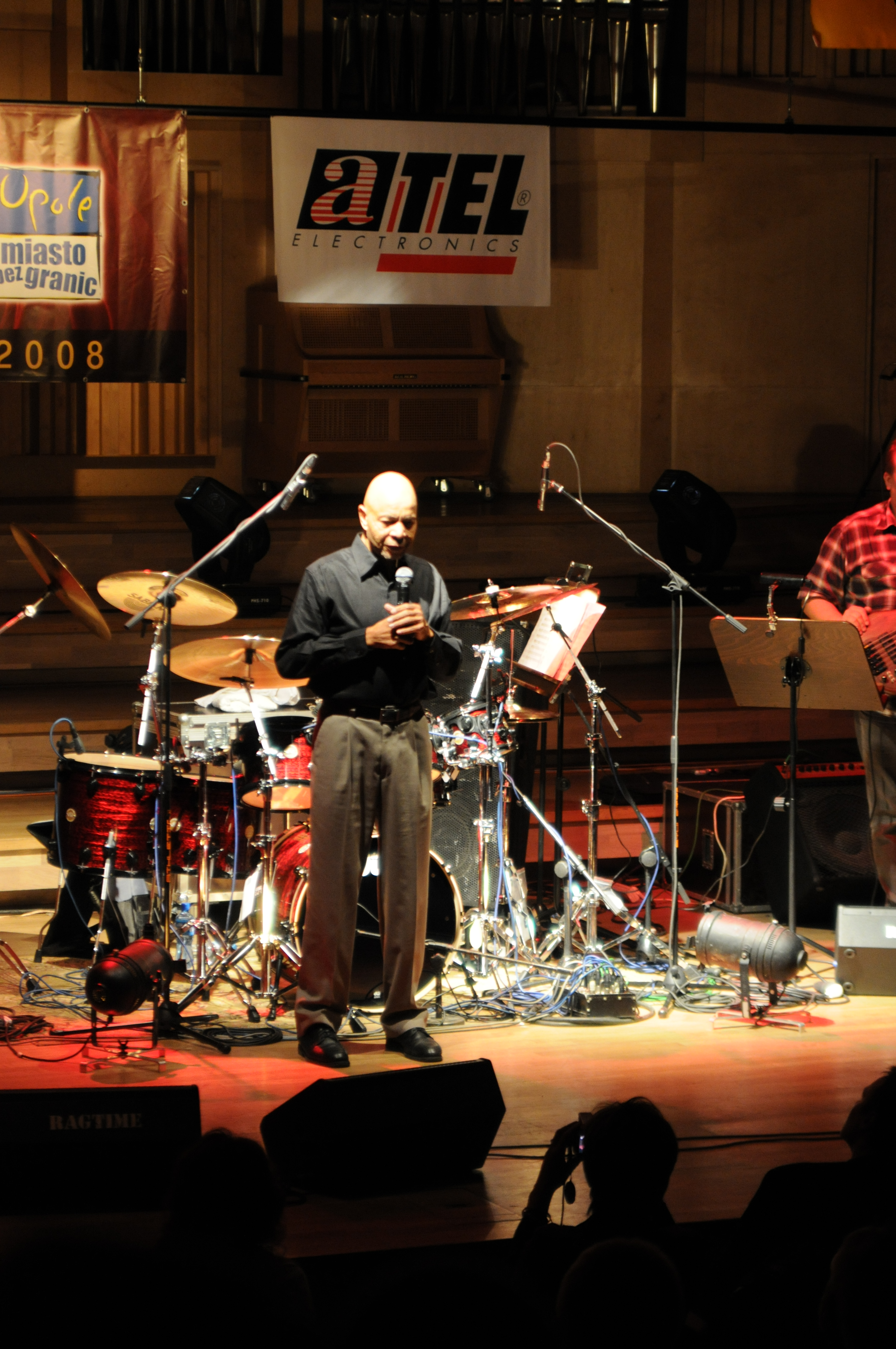
Chester Thompson

Chester Cortez Thompson (* 11. Dezember 1948 in Baltimore, Maryland, USA) ist ein US-amerikanischer Schlagzeuger.
Er ist nicht zu verwechseln mit dem gleichnamigen Keyboarder von Carlos Santana und Tower of Power.

## Leben und Wirken
Geboren und aufgewachsen in Baltimore, begann Thompson bereits im Alter von neun Jahren Schlagzeug zu spielen. Bekannt ist Thompson vor allem durch seine langjährige Zusammenarbeit mit Genesis und Phil Collins als Tourneeschlagzeuger. Im Laufe seiner Karriere hat Thompson viel Zeit in den unterschiedlichsten Musikzentren verbracht, darunter Los Angeles und London. Von Jazz über Rock zu Pop ist Chester Thompson in vielen Musikgenres beheimatet.
Weitere Stationen seiner Karriere sind unter anderem Frank Zappa und The Mothers of Invention, Weather Report, Eric Clapton, Steve Hackett, Tony Banks, Carlos Santana, Donna Summer, Bee Gees, Neil Diamond und Joe Henderson.

## Solo
Mit A Joyful Noise hat er sein erstes Soloalbum veröffentlicht. Seine erste Solo-DVD Chester Thompson – On the Fly hat er in Zusammenarbeit mit Drums’n’Percussion Paderborn 2003 veröffentlicht. 2005 entstand die zweite DVD Chester & Luis – Drum Talk zusammen mit Luis Conte.

## Lehrtätigkeit
Thompson ist seit 1998 Dozent für Schlagzeug und Leiter des Jazzensembles der Belmont University in Nashville/Tennessee. Nebenbei geht er weiterhin auf Tournee und veröffentlicht Soloprojekte.

## Privates
Thompson lebt mit seiner Familie in Nashville. Seine Frau Roz Thompson hat mit ihrem Album Face to Face, das sich hauptsächlich mit christlichen Themen beschäftigt, ebenfalls eine musikalische Karriere gestartet.